# Saint-Aubin-du-Pavoil
Saint-Aubin-du-Pavoil est une ancienne commune française située dans le département de Maine-et-Loire en région Pays de la Loire.
La commune a été supprimée en 1833 et partagée entre Nyoiseau et Segré.

## Histoire

### XIXesiècle

#### Contexte de la monarchie de Juillet
En France, la monarchie de Juillet succède à la Restauration le 9 août 1830 en portant la maison d'Orléans à la tête du nouveau Royaume de France au travers de l'accession de Louis-Philippe au titre de roi des Français. Les Bourbon, à nouveau écartés du trône, et leurs alliés s'opposent à ce nouveau régime. C'est la naissance du légitimisme qui plante l'opposition fratricide entre les maisons de Bourbon et d'Orléans.

#### Une commune légitimiste
À Saint-Aubin-du-Pavoil, le 15 novembre de la même année, veille de la nomination de Jean-François Bodin en tant que maire de la commune, on arbore le drapeau blanc, symbole de la Restauration et de la maison de Bourbon, au sommet du clocher. Deux années durant, la commune abrite une poche d'insoumission ingouvernable. En représailles à ce soutien légitimiste, la commune est dissoute par ordonnance du roi Louis-Philippe le 12 juin 1833. Son territoire est partagé en deux. 1 074 hectares sont donnés à la commune voisine de Nyoiseau et 1 612 à celle de Segré,

#### Administration ancienne
| Période                             | Période                         | Identité                            | Étiquette | Qualité                                         |
| ----------------------------------- | ------------------------------- | ----------------------------------- | --------- | ----------------------------------------------- |
| 1789                                | 19 prairial an II (7 juin 1794) | Jean-Charles Esnault de la Gaulerie |           | ancien marchand de blés, puis juge au Tribunal. |
| 1er messidor an VIII (20 juin 1800) |                                 | Caternault                          |           |                                                 |
| 7 février 1806                      |                                 | Julien Duprez                       |           |                                                 |
| 10 février 1813                     |                                 | Mathurin Bellouit                   |           |                                                 |
| 25 mai 1821                         |                                 | Pierre Bellier                      |           |                                                 |
| 18 octobre 1830                     |                                 | Pierre Parage                       |           |                                                 |
| 16 novembre 1830                    |                                 | Jean-François Bodin                 |           |                                                 |

## Démographie
| 1793  | 1800 | 1806  | 1821  | 1831  |
| ----- | ---- | ----- | ----- | ----- |
| 1 019 | 551  | 1 022 | 1 192 | 1 050 |